# Dichlor(phenyl)phosphan
Dichlorphenylphosphan ist eine chemische Verbindung aus der Gruppe der Phosphane. Sie trägt einen Phenylrest und zwei Chloratome am zentralen Phosphor gebunden.

## Herstellung
Zur Synthese von Dichlorphenylphosphan kann die Reaktion zwischen Phosphortrichlorid mit Benzol in Gegenwart von Aluminiumchlorid genutzt werden. Die Reaktion verläuft analog einer Friedel-Crafts-Acylierung. Die Lewis-Säure Aluminiumchlorid aktiviert zunächst Phosphortrichlorid und ermöglicht so den folgenden elektrophilen Angriff an das Benzol.
{\displaystyle \mathrm {PCl_{3}\ +\ C_{6}H_{6}\ {\xrightarrow {[AlCl_{3}]}}\ \ PhPCl_{2}+HCl\uparrow } }
Reaktion von Phosphortrichlorid mit Benzol zu Dichlorphenylphosphan. Ph=Phenyl. Der als Nebenprodukt gebildete Chlorwasserstoff entweicht als Gas aus dem Reaktionsgemisch.

## Eigenschaften
Dichlorphenylphosphan ist eine farblose Flüssigkeit, die öfters durch Verunreinigungen gelblich verfärbt und schon in geringen Konzentrationen durch ihren äußerst charakteristischen Geruch wahrnehmbar ist. Mit Wasser zersetzt sie sich langsam unter Bildung von Chlorwasserstoff.

## Verwendung
Dichlorphenylphosphan kann zur Synthese von Chlordiphenylphosphan verwendet werden. Bei Temperaturen über 280 °C disproportioniert Dichlorphenylphosphan zu Chlordiphenylphosphan und Phosphortrichlorid.
{\displaystyle \mathrm {2\ PhPCl_{2}\longrightarrow \ Ph_{2}PCl\ +\ PCl_{3}} }
Disproportionierung von Dichlorphenylphosphan in Chlordipenylphosphan und Phosphortrichlorid.
Die Reduktion der Verbindung mittels Lithiumaluminiumhydrid in Diethylether ergibt das Phenylphosphan.
{\displaystyle \mathrm {2\ C_{6}H_{5}PCl_{2}\ +\ LiAlH_{4}\longrightarrow \ C_{6}H_{5}PH_{2}\ +\ LiAlCl_{4}} }
Bei der Umsetzung mit elementarem Chlor entsteht Tetrachlorphenylphosphoran, welches unter anderem dazu in der Lage ist aromatische Hydroxy-Gruppen direkt durch Chloratome zu substituieren.
{\displaystyle \mathrm {PhPCl_{2}\ +\ Cl_{2}\longrightarrow \ PhPCl_{4}} }